# Wokowice
Wokowice – wieś w Polsce położona w województwie małopolskim, w powiecie brzeskim, w gminie Brzesko, należąca do parafii Szczepanów. Ta niewielka miejscowość jest długim łańcuchem siedlisk, rozciągających się z południa na północ.

## Historia
Wokowice w 1629 roku należały do dóbr radłowskich biskupów krakowskich w powiecie Pilzneńskim województwa sandomierskiego.
W 1768 r. Rosjanie wkroczyli na tereny Bielczy i Wokowic i okolicznych wiosek. W 1772 r. podczas I Rozbioru Polski Bielcza wraz z sąsiadującymi wioskami (w tym Wokowice) znalazły się pod zaborem austriackim, który trwał aż do 11 listopada 1918 r. Dobra radłowskie pozostały w posiadaniu biskupów krakowskich do 1782 r., kiedy to, w wyniku sekularyzacji dóbr kościelnych, dokonanych przez władze austriackie w oparciu o dekret cesarza Józefa II Habsburga, zostały wcielone do funduszu religijnego i oddane pod zarząd państwowy cyrkułu Bochnia.
W 1813 r. w Bielczy, Wokowicach oraz sąsiednich wioskach miała miejsce wielka powódź. W Bielczy przelały się wody Uszwicy, która połączyła się z Kisieliną i Dunajcem. Powódź zniszczyła wokowicki młyn dwukołowy zbudowany przez biskupa Jana Grota, który znajdował się niedaleko dzisiejszego mostu drogowego.
W roku 1819 wszystkie dobra biskupiego klucza radłowskiego (z wyjątkiem obszaru radłowskiego) rząd austriacki sprzedał prywatnym właścicielom. Przypuszczalnie wtedy Wokowice zostały wystawione na licytację, po której stały się one własnością prywatną. Jednak pierwszym znanym nam właścicielem majątku składającego się z otoczonego założeniem ogrodowo-parkowym dworu oraz przynależnych doń kilkudziesięciu hektarów pól uprawnych i łąk był występujący dopiero w 1890 r. Stanisław Gniewiński otwierający poczet dość często zmieniających się jego posiadaczy. A byli nimi kolejno: Stanisława z Łępickich Szamejtowa (1907), Józef Kulczyński, fabrykant wódek (1910), Maria Kulczyńska-Drzygiewiczowa (1919), Stanisława z Kaweckich-Wdziękońska (1932), a podobno też Dziekoński, ambasador Polski w Niemczech. W 1945 lub 1946 r. dwór z parkiem i trzema hektarami pola kupili Stanisław i Michalina Gładcy, rodzice obecnego właściciela.
W latach 1975–1998 miejscowość administracyjnie należała do województwa tarnowskiego.
Od 1889 roku we wsi funkcjonuje Ochotnicza Straż Pożarna.

## Wzmianki
Wieś Wokowice ma XV-wieczną metrykę.
- Pierwsze wzmianki o niej pochodzą z 1536 r. z rejestru poborowego. Napisano tam:

„Vokowicze, wieś biskupów krakowskich, należąca do Radłowa. Jest w niej cztery i pół łanów, na których siedzi 10 kmieci uprawiających równe role, płacą czynszu rocznie 4,5 grzywny, po 4 korce owsa z łanu, po dwa koguty, po 2 sery i po 20 jaj. Jest tam sołtys mający półtora łana, sadzawkę, młyn na swój użytek, karczmę i zagrodę. Lasy i bory wspólne z Radłowem”.
- Wokowice zostały także wymienione przez Jana Długosza jako płatnik tzw. Świętopietrza dla kościoła w Szczepanowie[8].
- Również w tzw. "Rejestrze Pilzneńskim" z 1629 r. istnieje wzmianka, o tym, że miejscowość Wokowice to sołectwo.
- Ze szczepanowskich ksiąg parafialnych wynika, że w 1827 r. do parafii Szczepanów należało 478 wiernych ze wsi Wokowice.
- Miejscowość ta w drugiej połowie XVI w. została wymieniona w "Atlasie Historycznym Polski": „ Na wysokości wsi Bielcza na zakolu koryta rzeki Uszwicy leży wieś Wokowice”[9].
- Wokowice ukazane są również na mapie Królestwa Galicji i Lodomerii (józefińska mapa topograficzna)[10], sporządzonej w latach 1779-1783 przez wojskowych kartografów austriackich pod kierunkiem ppłk. Friedricha von Miega. Mapie towarzyszą szczegółowe opisy terenu, obejmujące charakterystykę roślinności, ukształtowania terenu, wód oraz ważniejszych budowli[11]. Wieś Wokowice została opisana w publikacji Galicja na józefińskiej mapie topograficznej 1779-1783:

„Wokowice są położone w odległości od Szczepanowa 1/2, Łąki albo Łęki przylegają, Bielcza ¾, Sterkowiec przylega.
Wody we wsi to rzeka Uszwica, ma przeważnie 30 a 40 kroków szerokości płynie całkowicie między wysokimi zarośniętymi brzegami i nie może być przekroczona konno poza tutejszym mostem i wskazanymi drogami, pozostałe strumienie w tutejszej okolicy całkiem grząskie. Strumień Uszew lub Uszewka na Lekach Glinik, Tutejsze małe stawy są bez znaczenia. Łąki i bagna: na Łąkach są liczne miejsca grząskie, które częściowo nigdy nie wysychają. Drogi wszystkie mają podłoże piaszczyste. Góry: wieś leży całkowicie na równinie i jest zdominowana przez łagodne opadające z okolicy Szczepanów wzgórze”.
- "Gazeta Lwowska" (1867 r.) – Jan Gniewiński opisany jest tu jako właściciel wsi Wokowice. Jest również uprawiony do wyboru posłów do Sejmu krajowego II kadencji.
- „Dziennik urzędowy” (9 stycznia 1867 r.) – spis posiadaczy dóbr tabularnych uprawnionych do wyboru posłów w ciele wyborczym gmin wiejskich „Jan Gniewiński” – właściciel posiadłości Wokowice w obwodzie Krakowskim”.
- „Szematyzm Królestwa Galicji i Lodomerii z Wielkim Księstwem Krakowskim" (1875) – Jan Gniewiński z Wokowic widnieje tu jako znawca w rzeczach dóbr tabularnych.
- Sulimierski Filip, Chlebowski Bronisław, Walewski Władysław i.in. (1880–1902): "Słownik geograficzny Królestwa Polskiego i innych krajów słowiańskich", Tom III. Warszawa: wyd. Kasa im. Józefa Mianowskiego:

"Wokowice – wieś Pow. Brzeski w piaszczystej równinie nad Uszwicą dopł. Wisły przy drodze z Biadolin (3km) do Radłowa. Par. rzym.-kat. w Szczepanowie. Wieś. Ma 121 dm i 639 mk. (284 męź., 346 kob.) 619 rzym.-katatolików i 11 izraelitów wyznania Mojżeszowego. Pos. tabularna ( Stan. Gniewińskiego ) wynosi 81 mr roli, 7 mr łąk, 2 mr.org. 3 mr pastw., 2 mr. Lasu, 1 mr nieuż. I 1594 s. parcel budowl.: pos. Mn. 351 mr. Roli, 58 mr łąk i ogr., 157 mr pastw. I 13 mr. Lasu. Dawniej należały W. do dóbr radłowskich bisk. Krakowskich. W połowie XV w. było 4 ½ łan. Km., jeden wolny osadnik mający 1 ½ łanu z młyn., karczma z rolą , zagrodnicy. Łany sołtysie zabrano na folwark (...)".
- Pawiński, Adolf (1886): "Małopolska". Warszawa: wyd. Księgarnia Gebethnera i Wolffa:

"Wokowice wieś położona jest w płd.-zach. części klucza radłowskiego, w sąsiedztwie Bielczy .Przypuszczalnie pierwotnie była własnością szlachecką. O jej początkach brak jest informacji. W wieku XV za Jana Długosza, droga kupna lub wymiany, znalazła się w składzie klucza radłowskiego. Księga poboru z 1536 r. zaznacza , że Wokowice należą do parafii w Szczepanowie i znajduje się w kluczu radłowskim. Było tam 4 łany kmiece,10 kmieci i młyn. Zaś księga poboru z 1581 r.podaje, że Wokowice należą do parafii radłowskiej, są nadal własnością biskupa krakowskiego i jest tam 5 łanów, 10 kmieci, 2 komorników z bydłem, dwóch zagrodników bez roli i sołtys posiadający 1 łan. W 1645 r. mieszkańcy tej wsi prace pańszczyźniane (piesze) wykonali na polach folwarku w Rudce. Oznaczałoby to, że w Wokowicach folwarku w tym okresie nie było".
- W 2007 r. Wokowice zostały opisane w Mapach Google.
- Ślusarek Krzysztof (2013): "W przededniu Autonomii – własność ziemska i ziemiaństwo zachodniej Galicji w połowie XIX w.". Warszawa: Wydawnictwo DiG:

„Wokowice, jednowioskowe dominium w cyrkule tarnowskim (...)”.
- Kargol, Tomasz (2014): "Lasy jako przedmiot sporów społeczno-gospodarczych na ziemiach polskich w XIX i XX wieku". Kraków: Stud. Mater. Ośr. Kult. Leśn. 13, s. 232-233.

Publikacja polskiego historyka Tomasza Kargola opisuje m.in. spory o serwituty leśne w Galicji. Przebiegały one wieloetapowo. Pierwszym etapem było ustalenie charakteru, rodzaju i zakresu serwitutów oraz mieszkańców uprawnionych do korzystania z nich. Następnie prawa serwitutowe były wykupywane przez właścicieli lasów. Miała to być dobrowolna umowa między właścicielem lasu a gminą wiejską, kiedy nie było mowy o takowej decyzję podejmowały władze, czyli komisja serwitutowa. W ostatnim etapie strona niezadowolona z decyzji komisji (najczęściej były to gminy wiejskie), podejmowała działania prawne mające na celu skłonienie władz do zmiany decyzji. Wykupem i uregulowaniem tych praw zajmował się właściciel ziemski.
Przywileje wsi były różne, np. wieś Wokowice miała pozwolenie na zbieranie gałęzi i wykopywanie pniaków na opał. Czynności te wieś mogła wykonywać przez 10 miesięcy w roku, z wyjątkiem maja i czerwca, w sobotę każdego miesiąca. "Posiadacze pociągów" mogli wywozić furami, inni zaś "brzemionami”. Z furami jednak nie wolno było do lasu wjeżdżać, lecz należało je zostawić przed lasem, a zebrane drewno należało z lasu przynosić i ładować".Określono również wielkość przydziału. Właściciel lasu wyraził jedynie zgodę na zbieranie suchych gałęzi leżących na ziemi, z wyjątkiem tych grubych. Gromada żądała również uprawnień do zbierania gałęzi, strąconych przez grabie lub inne narzędzia robocze. Powołali oni świadków, którzy zeznali, że mieszkańcy z tego prawa korzystali. Prawo to miało jednak charakter zwyczajowy i nie było dokumentowane, dlatego zezwolenie to nie zostało zatwierdzone. Komisja Krajowa wydała orzeczenie, że mieszkańcom przysługują takie prawa jak dotychczas. Jednakże nie każdemu miały one przysługiwać. Rada "nie przyznała prawa 17 chałupnikom, którzy po roku 1829 osiedlili się na gromadzkim nawsiu i od tego czasu do 1848 roku korzystali z prawa zbiórki w dworskim lesie. Komisja odrzuciła wniosek pełnomocników gminy w tej sprawie, tłumacząc, iż prawo do zbiórki można było uzyskać przez jej 30-letnie używanie. Komisja potwierdziła prawo 61 właścicieli gruntów i domów. Właściciel lasu potwierdził jeszcze prawo 14 chałupnikom osiedlonym przed 30 laty. Ponadto obie strony, dworska i wiejska zgodziły się, iż 10 chałupnikom osiedlonym w późniejszym czasie przysługiwało nie samodzielne prawo, lecz tylko udział w poborze zbiórki wspólnie z dotychczasowymi uprawnionymi".
Kolejnym istotnym dylematem było ustalenie, czy uprawnienia serwitutowe miały być uregulowane czy wykupione. Właściciel Wokowic Jan Gniewiński dążył do ich wykupienia, z kolei chłopi żądali tylko uregulowania prawa poboru zbiórki. Komisja Krajowa zdecydowała, że prawo serwitutowe ma być wykupione, ponieważ będzie to bardziej opłacalne dla wsi.

## Zabytki
Obiekty wpisane do rejestru zabytków nieruchomych województwa małopolskiego

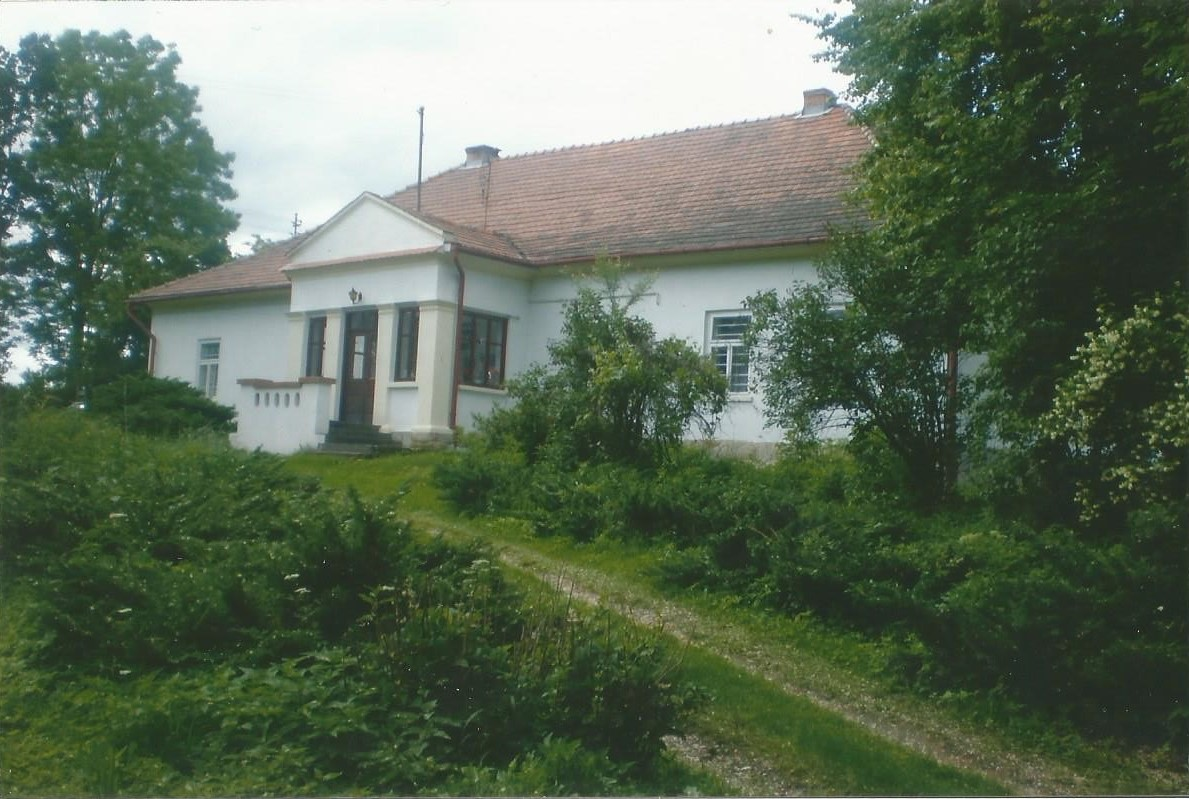
XIX-wieczny dwór w Wokowicach

### Dwór w Wokowicach
Interesującym zabytkiem miejscowości jest XIX-wieczny dwór, wzsniesiony według przekazów na piwnicach osiemnastowiecznego drewnianego dworu przez Jana Gniewińskiego.
Dwór był otoczony pięknym trzyhektarowym parkiem o zatartej dzisiaj kompozycji ograniczone od wschodu potokiem Uszew nad którym przerzucany został kamienno-ceglany mostek o arkadowym prześle wykonanym z cegły. Z dawnego drzewostanu parkowego pozostał jeszcze stary dąb szypułkowy, lipa szerokolistna i resztki alei grabowej, prowadząca od wiejskiej drogi do przejazdu rozciągającego się niegdyś po południowej stronie dworu. Były też tam stawy rybne lecz zbiegiem lat zostały porośnięte dziką roślinnością. Przy wjedzie do dworu na skraju parku stoi kamienna figura z wizerunkiem Chrystusa ukrzyżowanego, wystawiona w 1847 r. z fundacji małżonków Kargolów. Wykuta w karpackim piaskowcu przez jakiegoś wiejskiego kamieniarza-rzeźbiarza, interesująca nie tylko ze względu na formę i wartości plastyczne, ile z uwagi na znajdujące się na trzech ścianach postumentów inskrypcje, będące bardzo rzadkim już zabytkami piśmiennictwa ludowego z połowy XIX w.